# Ivan Picelj
Ivan Picelj (Okučani, 28. srpnja 1924. – Zagreb, 22. veljače 2011.), hrvatski slikar, dizajner, grafičar, graditelj objekata i aktivni kulturni djelatnik. 

## Biografija
Ivan Picelj rođen je u Okučanima 1924. godine. Godine 1943. upisuje Akademiju likovnih umjetnosti u Zagrebu koju napušta već 1946.  godine uz izrazito nezadovoljstvo s oblikom nastave koji u potpunosti zanemaruje slobodu umjetničkog izražavanja. Picelj je od svojih prvih umjetničkih koraka imao promišljanje umjetnosti vezano uz geometrijsku apstrakciju koju je želio ostvariti kroz sintezu čiste i primijenjene umjetnosti. O Ivanu Picelju se piše, uzevši u obzir njegovu sintezu grana likovnih umjetnosti, kao o slikaru, grafičaru, graditelju objekata i aktivnom kulturnom djelatniku. Nakon studija bavio se uređenjem i opremanjem štandova na ondašnjem Zagrebačkom velesajmu u Savskoj, što je bitno utjecalo na njegov daljni rad. Već tada opredijelio se za modernu tendenciju spoja umjetnosti i industrije, što je ostala misao vodilja njegova djelovanja. Rad na opremi sajamskih izložbi doveo ga je do unosnih poslova - uređenja jugoslavenskih paviljona u Zagrebu, Beču, Hannoveru, Stockholmu, Torinu, Chicagu), koje je izvodio zajedno s kolegama Vjenceslavom Richterom i Aleksandrom Srnecom. 
Prijateljstvo i suradnja s njima, i zajednički napor da te nastupe izvedu atraktivnije, bila je podloga za osnivanja Studija za industrijsko oblikovanje (SIO) 1956. i likovne grupe EXAT 51 1951. koja će označiti prekretnicu na hrvatskoj umjetničkoj sceni. Iako o Ivanu Picelju u kontekstu grupe EXAT 51 govorimo kao o slikaru, njegova će egzatovska djela biti od velike važnosti za njegov kasniji grafički opus. U tim se projektima osobno vrlo angažirao tako da je prvu izložbu grupe EXAT 51, 1952. organizirao u vlastitom stanu u Gajevoj. Picelj je s vremenom razvio svoj specifičan, apersonalni slikarski smjer geometrijske apstrakcije, pod uticajem tad modernog konstruktivizma i Bauhausa.
Nakon 1956.godine djelovanje grupe EXAT 51 prestaje, a Ivan Picelj nalazi priliku i mogućnost daljnjeg razvijanja svoje umjetničke misli u okviru međunarodnog pokreta poznatog pod nazivom Nove tendencije, za čije je izložbe stvorio niz namjenskih radova, istražujući vizualnu percepciju, matematičke ritmove i pomake čestica. Picelja je zainteresirala fizička dimenzija vida, i njen subjektivni dojam, te je istraživao granice percepcije i tako počeo stvarati u duhu Op arta. Najčešće je multiplikacirao neki geometrijski lik unutar pravilnog rastera plohe, s nekim pomakom u boji ili obliku. Osim na izložbama grupacije EXAT 51, od 1952. redovito izlaže na brojnim kolektivnim izložbama u zemlji i inozemstvu (Salon Nove realnosti Pariz, Pedeset godina apstraktne umjetnosti i Responsive Eye New York 1965., Izabrana djela iz kolekcije Denise Rene - Las Palmas). Za Picelja je bila značajna 1959. kad je prvi put izlagao u pariškoj galeriji Denise René zajedno s Aleksandrom Srnecom i Vojinom Bakićem. To je postala njegova kućna galerija - koja je izlagala i prodavala njegova djela. 
Picelj je od 1960-ih vrlo aktivan grafički dizajner, radi brojne plakate, opreme kataloga i knjiga te kao kućni dizajner tadašnje Galerije suvremene umjetnosti iz Zagreba. Jedan je od pionira grafičkog dizajna i bitno unapređuje vizualnu kulturu grafičkog oblikovanja u zemlji. Od 1973. godine i završetka Novih tendencija, Picelj je neovisan od djelovanja unutar grupa i međunarodnih pokreta, provodio istraživanja, daljnje mogućnosti i rješenja vlastitog oblikovnog pristupa čijim se jezikom koristio u vrijeme grupe EXAT 51 i Novih tendencija. 
Bogat grafički opus koji se odlikuje originalnošću, raznolikošću i zanimljivim oblikovnim rješenjima u kojima je Ivan Picelj uvijek tražio nove mogućnosti te aktivna kulturna djelatnost, prvenstveno domaće i inozemne izložbe, predstavile su ga kao jednog od najuspješnijih umjetnika i velikana moderne umjetnosti čiji je utjecaj bio presudan ne samo za hrvatsku, već i za europsku umjetničku scenu. Svoju posljednju grafičku mapu izdaje 1994. godine, a potom svoje novo izražajno sredstvo nalazi u crtežu.

## EXAT 51 (1951. – 1956.)
EXAT 51 ili Eksperimentalni atelje nastaje 1951. godine kao udruženje nekolicine umjetnika koji su u poslijeratno vrijeme nezadovoljni promišljanjem i položajem umjetnosti koji je nametnuo socrealizam. Upravo u tom razdoblju EXAT 51 javlja se kao jedna od čvrstih komponenata koja se opire likovnoj realizaciji i atmosferi koju je zahtijevao socrealizam. U grupi EXAT 51 uz Ivana Picelja djelovali su: Bernardo Bernardi, Zdravko Bregovac, Vlado Kristl, Zvonimir Radić, Božidar Rašica, Vjenceslav Richter, Aleksandar Srnec i Vladimir Zaraković. 1947. godine Ivan Picelj upoznaje arhitekta Vjenceslava Richtera kojeg iste godine upoznaje s Aleksandrom Srnecom čime je stvoren krug koji će uskoro činiti početnu jezgru buduće grupe EXAT 51, dok će s druge strane, formiranje ovog kruga značiti temeljno načelo grupe EXAT 51: sintezu likovnih umjetnosti, pomicanje granica između tzv. čiste i primijenjene umjetnosti. Od 1947. godine Ivan Picelj, Aleksandar Srnec i Vjenceslav Richter rade na opremanju jugoslavenskih paviljona u Zagrebu, Beču, Hannoveru, Stockholmu, Torinu i Chicagu sve do 1951. godine, kada im se pridružuju Božidar Rašica, Zdravko Bregovac i Bernardo Bernardi koji zajedno s njima 7. prosinca 1951. godine potpisuju „Manifest Eksperimentalnog ateljea“ čime je javno deklarirano djelovanje grupe EXAT 51.
Ivan Picelj imao je važnu ulogu u djelovanju grupe EXAT 51, ne samo kao jedan od suosnivača, već kao zastupnik i branitelj programskih načela grupe zbog čega ga je često kritika nazivala i  „EXAT-ov egzaktni Picelj“.  Ivan Picelj strogo je inzistirao na geometrijskoj apstrakciji, graditeljskom, konstruktivnom djelovanju, pristupu i organiziranju formi i oblika. Ovaj gotovo idealistički pristup oblikovanja ne odlikuje samo slikarski opus Ivana Picelja, već i onaj grafički. 1956. godine, kada je djelovanje grupe EXAT 51 na izmaku, nastaju najreprezentativnija djela egzatovske faze Ivana Picelja. Iste godine, suočen s problemom da kao slikar nije mogao svoja djela stvarati u većoj nakladi odlučuje svoja prijašnja slikarska djela prenijeti u tehniku serigrafije s čime započinje njegova grafička djelatnost o kojoj se najčešće govori u sklopu Zagrebačke škole serigrafije. Zagrebačka škola serigrafije okupljala je pod jedinstvenim imenom umjetnike koji se koriste tehnikom serigrafije te čije se oblikovanje kreće unutar strogog geometrizma što je omogućilo sam naziv „škola“. Upotreba serigrafije omogućila je intenzivnu multiplikaciju i distribuciju umjetničkih tvorevina gdje umjetnik postaje „tvorac predložaka po kojima će grafički listovi biti naknadno izvedeni od strane tehničara“.

### Mapa8 serigrafija, 1957.
Godine 1957. u nakladi zagrebačke izdavačke kuće Kultura izdana je prva grafička mapa Ivana Picelja pod nazivom 8 serigrafija. U mapi 8 serigrafija Ivan Picelj prenosi svoje ranije slikarske radove koji nastaju u doba grupe EXAT 51 zbog čega se upravo ova mapa smatra najuspješnijim ostvarenjem egzatovske faze Ivana Picelja.

## Nove tendencije (1961. – 1973.)
U razdoblju između 1956. i 1961. godine Ivan Picelj postaje dio međunarodnog pokreta Novih tendencija, sudjeluje na nizu međunarodnih izložbi. Posebno treba istaknuti njegovo izlaganje u galeriji Denise René u Parizu 1959. godine kao početak suradnje s istoimenom galerijom koja će kasnije biti izdavač njegovih mapa. Budući da su promišljanja umjetnosti Novih tendencija bila gotovo usuglašena s onima Ivana Picelja,  od samih je početaka uključen u organizacijske poslove, uređenje kataloga i izradi plakata za svih 5 izložbi Novih tendencija u Zagrebu. U okviru djelovanja unutar Novih tendencija Ivan Picelj mijenja svoj oblikovni vokabular: umjesto prethodne geometrijske apstrakcije, u kojoj je kombinirajući različite oblike i forme postizao zanimljive kompozicije, sada prelazi na jezično vizualne, programirane i kinetičke umjetnosti za koju su se zalagale Nove tendencije. U razdoblju djelovanja u okviru Novih tendencija nastaju dvije grafičke mape u nakladi galerije Denis René: mapa Oeuvre programmée N°1 iz 1966. godine te mapa Cyclophoria iz 1971. godine u kojoj je već vidljiv pomak od oblikovnog jezika Novih tendencija koji je Picelj u potpunosti primijenio u prethodnoj grafičkoj mapi. 

### MapaOeuvre programmée N°1, 1966.
Galerija Denise René u Parizu 1966. godine izdaje drugu grafičku mapu Ivana Picelja, čiji su grafički listovi prethodno predstavljeni na II. zagrebačkoj izložbi jugoslavenske grafike 1964. godine i na VI. međunarodnom bijenalu grafike u Ljubljani 1965. godine od kojih je sam Ivan Picelj odabrao 12 grafičkih listova izdanih pod nazivom Oeuvre programmée N°1 s predgovorom Gilla Dorflesa. Grafički listovi mape Oeuvre programmée N°1 primjer   su preokreta unutar oblikovnog jezika Ivana Picelja gdje je vidljiv prijelaz na strogo programirane strukture gdje se gube samostalni oblici i forme te je cjelina građena od fiksnog broja jedinica pri čemu se vizualni opažaj jedne jedinice prenosi na cijelu strukturu.

## Razdoblje nakon Novih tendencija (1973. – 1994.)
U razdoblju nakon Novih tendencija Picelj se koristi kompozicijskim pristupom iz vremena djelovanja unutar grupe EXAT 51 kojemu istovremeno pridružuje i onaj strogo programiranih struktura iz perioda Novih tendecija. Istovremeno se približava jeziku sistemske i konceptualne umjetnosti što je vidljivo već i njegovoj mapi „Cyclophoria“. Mape koje nastaju nakon razdoblja Novih tendencija predstavljaju stalni pomak u oblikovnom jeziku Ivana Picelja koji je stalno istraživao nove oblikovne mogućnosti i zanimljiva rješenja. 1973. u izdanju Eurgrafike, Bergamo, objavljena je Piceljeva četvrta mapa serigrafija pod nazivom Géometrie élémentaire (soft & hard). Sljedeća je mapa serigrafija pod nazivom Remember objavljena 1986. godine i zauzima važno mjesto u Piceljovu opusu nakon Novih tendencija. U razdoblju između 1978. i 1981. objavljena je mapa Conexion, a 1994. godine objavljena je u nakladi Tridenta posljednja grafička mapa Ivana Picelja pod nazivom Varijacije.

### MapaRemember, 1986.
U razdoblju između 1976. i 1986. godine Ivan Picelj stvara svoju sljedeću grafičku mapu u kojoj će se prisjetiti i odati počast začetnicima i velikanima moderne umjetnosti – Kazimiru Maljeviču, Pietu Mondrianu i Aleksandru Rodčenku. Taj svojevrsni hommage ostvaruje u 29 grafičkih listova koji su objavljeni pod zajedničkim imenom Remember u izdanju Galerije Denise René, gdje ih i prvi put zajedno izlaže. Predgovor mapi napisala je Annie Le Brun u lipnju 1984. godine, u kojem objašnjava da su se Kazimir Maljevič, Piet Mondrian i Aleksandar Rodčenko svojim radovima kretali prema samoponištenju slikarstva što Ivan Picelj također čini: mapu, koju radi kao sjećanje na ovu trojicu autora, izvodi u serigrafiji idealnoj za visokotiražne multiplikacije. Mapa se sastoji od tri dijela, svaki dio je posvećen jednom od velikana moderne umjetnosti – Remember Rodtchenko, Remember Mondrian, Remember Malévitch.

## Samostalne izložbe
- 1970. Galerija Umjetnina Split, Split
- 2001. Kabinet grafike HAZU, Zagreb
- 2003. Graphic Art Opus 1957-2003 - International Centre of Graphic Arts (MGLC), Ljubljana
- 2005. Klovićevi dvori, Zagreb

## Izbor najpoznatijih djela
- Composition YZ-3  Arhivirana inačica izvorne stranice od 17. studenoga 2011. (Wayback Machine) Ulje na platnu (116 x 81cm) 1956.
- Oeuvre Programmée No. 1  Arhivirana inačica izvorne stranice od 4. studenoga 2013. (Wayback Machine) 1966. Muzej suvremene umjetnosti Zagreb
- Plakat za izložbu "nove tendencije 2"  Arhivirana inačica izvorne stranice od 16. srpnja 2007. (Wayback Machine) 1963. serigrafija 100 x 70 Muzej suvremene umjetnosti Zagreb

## Galerija djela
- Ivan Picelj, mapa 8 serigrafija - Kompozicija W, 1957..jpg
- Ivan Picelj, Nove tendencije 2, 1963..jpg
- Ivan Picelj, mapa Remember – Remember Rodtchenko 1, 1984..jpg
- Ivan Picelj, mapa Oeuvre programmée N°1 – CM – 10 - I., 1964.,.jpg
- Ivan Picelj, mapa Conexion – Conexion 7, 1979.80..jpg

## Nagrade
1994. Nagrada „Vladimir Nazor“ za životno djelo
2001. Nagrada za životno djelo Hrvatskog dizajnerskog društva
2006. Nagrada za životno djelo Hrvatskog društva likovnih umjetnika

## Popis literature
1. Denegri, J., Grafički opus Ivana Picelja, u:  Prilozi za drugu liniju., Zagreb: Horetzky, 2003.
2. Denegri, J., Umjetnost konstruktivnog pristupa – EXAT 51 i Nove tendencije, Zagreb: Horetzky 2000.
3. Denegri, J.,  Zagrebačka škola serigrafije, u:  Život umjetnosti 14, Zagreb: Matica hrvatska, 1971.
4. Katalog izložbe Ivan Picelj: Kristal & ploha 1951. – 2005., Galerija Klovićevi dvori, Zagreb, 3. IV. – 15. V. 2005.

## Vanjske poveznice
- Snježana Pintarić: Ivan Picelj-reljefi i objekti[neaktivna poveznica]
- Biografija Ivana Picelja na portalu artnet.com
- Ivan Picelj: Biografija na potalu avantgarde-museum
- Službena web stranica:  http://picelj.com